# Amédée Coutance
Amédée Guillaume Auguste Coutance, né le 8 août 1824 à Quimper et mort 17 février 1895 à Brest, est un  pharmacien et botaniste français.

## Biographie
Amédée Coutance étudie la pharmacie de 1844 à 1846. À l'issue de ses études il entre dans le corps de santé de la marine. en 1866 il est nommé professeur d'histoire naturelle médicale et de pharmacologie à l'École navale de Brest, poste qu'il occupe jusqu'à sa retraite, en février 1881. Amédée Coutance est membre de la Société académique de Brest. 
Il est officier de la légion d'honneur (18 janvier 1881).

## Publications
- Diamant et pierres précieuses, cristallographie, descriptions, emplois, évaluation, commerce, bijoux, joyaux, orfèvreries, au point de vue de leur histoire et de leur travail, Paris, 1881, ed.  J. Rothschild, 580 p. (autres auteurs : Édouard Jannettaz, Émile Vanderheym, Eugène Fontenay,   lire en ligne sur Gallica
- Empoisonneurs-empoisonnés. Venins et poisons, leur production et leurs fonctions pendant la vie, dangers et utilité pour l'homme, Paris 1888,  ed. J. Rothschild,  420 p. lire en ligne sur Gallica
- Histoire du chêne dans l'Antiquité & dans la nature, ses applications à l'industrie, aux constructions navales, aux sciences et aux arts, Paris, 1873, ed.  J.-B. Baillère et fils, 558 p.  lire en ligne sur Gallica
- L'Olivier, histoire, botanique, régions, culture, produits, usages, commerce, industrie, etc., Paris 1877, ed. J. Rothschild, 456 p.  lire en ligne sur Gallica
- De la vie et des travaux de Charles Gaudichaud, membre de l'Institut, deuxième pharmacien en chef de la marine, Brest, 1869, ed. École de médecine navale, 50 p. lire en ligne sur Gallica
- La Fontaine et la philosophie naturelle, Paris, 1882, ed.   C. Reinwald,   65 p. lire en ligne sur Gallica
- Les Théories de la vie jugées dans l'œuf, Paris, 1886, ed. O. Doin, 103 p.  lire en ligne sur Gallica
- La lutte pour l'existence, Paris, 1882, ed. C. Reinwald , 524 p.

### Préface
- Des différentes formes de fleurs dans les plantes de la même espèce  par Charles Darwin, traduit de l'anglais par le Dr Édouard Heckel, Paris, 1878, C. Reinwald, 368 p.[4] lire en ligne sur Gallica